# Філіп Рогич
Філіп Рогич (швед. Filip Rogic, нар. 14 червня 1993, Ескільстуна, Швеція) — шведський футболіст, півзахисник тайського клубу «Бурірам Юнайтед».

## Ігрова кар'єра
Філіп Рогич народився у місті Ескільстуна у родині хорватських переселенців, які виїхали з Хорватії під час сербсько - хорватської війни.
Грати у футбол Рогич починав у місцевому клубі «Ескільстуна Сіті», що грає у Третьому дивізіоні. Згодом футболіст перейшов до клубу з Супереттану «Естерсунд». Але там довго не затримався і повернувся в рідне місто, де продовжив свою кар'єру у клубі «АФК Ескільстуна». Спочатку грав на правах оренди, а потім підписав з клубом повноцінний контракт.
Два сезони футболіст грав у клубі з Аллсвенскан «Еребру». Після чого перебрався до Росії, у клуб «Оренбург». Але клуб понизився до ФНЛ і Рогич повернувся до Швеції, де уклав угоду з столичним клубом АІК.